# Alastair Mars
El tinent comandant Alastair Campbell Gillespie Mars, DSO, DSC i Barra (1 de gener de 1915 - 12 de març de 1985) va ser un comandant de submarins de la Royal Navy durant la Segona Guerra Mundial.
El 1952, va ser jutjat per un consell de guerra i destituït del servei en circumstàncies controvertides i va seguir una carrera com a escriptor.

## Biografia
Mars es va unir a la Royal Navy com a cadet el 1932 i va ser assignat al creuer HMS Norfolk. Ascendit a guardiamarina el 1933, va ser ascendit a sotstinent interí el gener de 1936. El desembre va ser nomenat al submarí HMS Grampus, que s'estava construint en aquell moment, i l'abril de 1937 al HMS Swordfish. Va ser ascendit a tinent en la seva assignació al HMS Medway, el vaixell dipòsit de submarins de l'Estació Xinesa. L'abril de 1938 va ser nomenat al HMS Regulus.

### Segona Guerra Mundial
Després de passar un curt període al HMS H44, el novembre de 1941, Mars va ser nomenat oficial comandant del HMS Unbroken, on va servir fins al juny de 1943 en operacions al Mediterrani. Durant l'operació Pedestal a l'agost de 1942, l'Unbroken va torpedinar i va danyar greument els dos creuers italians Bolzano i Muzio Attendolo.
Des de l'agost de 1943 fins al desembre de 1943, va ser oficial d'estat major a la base de submarins HMS Dolphin a Portsmouth. El desembre de 1943, va ser nomenat comandant del HMS Thule a l'Extrem Orient, on va romandre fins al novembre de 1945.

### Postguerra
Després de la guerra, Mars va ser destinat el 1946 al HMS Dolphin , però finalment va ser assignat a un lloc a Nova Zelanda, on el sou de Mars de 39 lliures per setmana com a tinent comandant va resultar insuficient per mantenir-lo a ell, la seva dona i els seus dos fills. La Royal Navy va passar quatre anys discutint sobre una assignació de manutenció addicional abans que li paguessin. Amb una dona malalta, va ser destinat a Hong Kong, on no es va poder permetre ni tan sols l'única habitació d'hotel que llogava. En emmalaltir ell mateix i estar molt endeutat, va tornar al Regne Unit i a l'hospital. En rebre l'alta, va sol·licitar permís per intentar posar ordre a les seves finances, però li van denegar. Se li va ordenar que es presentés a Portsmouth, però va escriure des de casa seva a Londres a la Marina negant-se a fer-ho i sol·licitant la seva jubilació. Va comentar a la seva carta que "No vull molestar els Lords amb una massa de detalls que els són principalment repugnants. N'hi hauria d'haver prou amb dir que he perdut la fe en l'actual jerarquia governamental i tot el que l'acompanya".
Mars va entrar en política com a candidat parlamentari pel Partit Liberal a les eleccions generals de 1950. Va disputar la circumscripció de Windsor , però va acabar tercer.
Mars va ser arrestat i sotmès a consell de guerra per insubordinació i absència sense permís, cosa que va resultar en el seu acomiadament de la Royal Navy el juny de 1952. La controvèrsia sobre el seu acomiadament va ser objecte d'una pregunta parlamentària el mes següent, quan el futur primer ministre James Callaghan va preguntar al llavors Primer Lord de l'Almirallat si Mars rebria la seva pensió.

### Autor
Després del seu acomiadament de la Royal Navy, Mars es va convertir en un autor d'èxit, publicant diverses obres autobiogràfiques i novel·les.
Va morir a Ipswich el 1985.

## Obra
- Unbroken, the story of a submarine, autobiogràfic publicat el 1953 (algunes edicions titulades  as Unbroken, the true story of a submarine)
- Court Martial, autobiogràfic publicat el 1954
- Arctic submarine, novel·la publicada el 1955
- HMS Thule Intercepts, autobiogràfic publicat el 1956
- Submarine at bay, novel·la publicada el 1956
- Atomic submarine. A story of tomorrow, novel·la publicada el 1957
- Fire in anger, novel·la publicada el 1958
- Mediterranean wolfpack, novel·la publicada el 1960
- Deep escape, novel·la publicada el 1962
- Submarine attack, novel·la publicada el 1965
- Three great sea stories : Malta convoy, Tinkerbelle, Unbroken, amb Peter Shankland i Anthony Hunter, publicat el 1968
- British Submarines at War, 1939–1945, publicat el 1971

## Dates de promoció
Cadet – 01/05/1932
 Guardiamarina - 01/01/1933
 Sotstinent - 16/01/1936 (en funcions des de l'01/05/1935)
 Tinent - 16/10/1937 (en funcions des de l'16/01/1936)
 Tinent Comandant - 01/04/1945

## Condecoracions
Orde del Servei Distingit – 22 de desembre de 1942
 Creu del Servei Distingit amb Barra
 Creu del Servei Distingit – 27 de juliol de 1943
 Barra a la Creu del Servei Distingit – 6 de novembre de 1945
 Estrella de 1939-45
 Estrella d'Àfrica
 Estrella del Pacífic
 Medalla de la Guerra 1939-1945